# Portez ce vieux whisky au juge blond qui fume
Vous lisez un « bon article » labellisé en 2015.

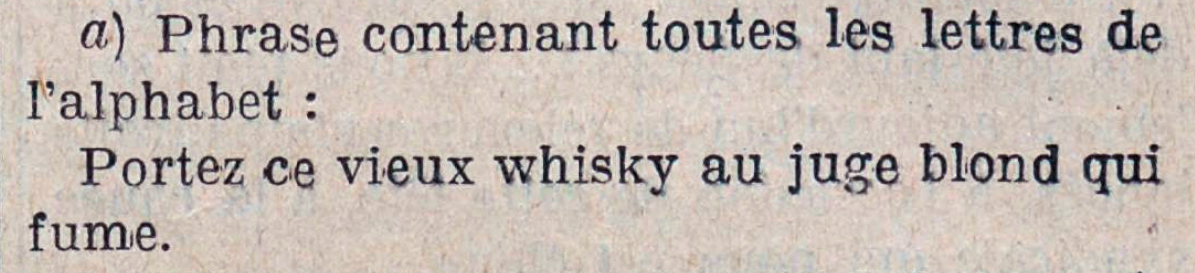
Le pangramme du juge blond tel qu’il figure dans la « Causerie dactylographique » de Charles Triouleyre publiée dans le numéro de novembre 1921 du mensuel L'Employé.

La phrase Portez ce vieux whisky au juge blond qui fume est un pangramme (court énoncé utilisant toutes les lettres de l’alphabet). Sans être le plus ancien ni le plus court, c’est sans doute le plus célèbre des pangrammes en langue française. Parfois attribué à tort à l’écrivain Georges Perec, il est en fait attesté dès 1921 comme exercice de dactylographie et a été popularisé par les méthodes enseignant cette technique. Plusieurs auteurs se sont intéressés à ce pangramme sous l’angle de la contrainte littéraire et l’ont soumis à divers types de réécriture. Il a par ailleurs été critiqué pour ses présupposés sociologiques.

## Caractéristiques
Ce pangramme qui utilise toutes les lettres de l’alphabet latin, sans être le plus ancien ni le plus court, est sans doute le plus célèbre des pangrammes français,,. Il est remarquable de simplicité, compte tenu du nombre de qualités qu’il combine et concentre en 37 lettres.
- Des qualités graphiques :
  - pangrammatiquement, non seulement il remplit la condition nécessaire et suffisante d’utiliser toutes les lettres de l’alphabet, mais il respecte la contrainte supplémentaire d’être hétéroconsonantique, c’est-à-dire qu’aucune consonne graphique n’y est utilisée plus d’une fois ;
  - typographiquement, il est épuré, les lettres n’étant encombrées d’aucun signe de ponctuation interne ni autre signe typographique (apostrophe, trait d’union), ni même de signe diacritique (accent, tréma, cédille) ;
  - quantitativement, avec ses 37 lettres, il est relativement court pour un pangramme réunissant toutes les autres qualités.
- Des qualités linguistiques :
  - métriquement, il constitue un alexandrin classique, avec césure à l’hémistiche ;
  - syntaxiquement, il constitue une phrase, régulière et complète ;
  - lexicalement, il n’utilise que des mots du vocabulaire courant, sans recours à des expédients douteux tels que noms propres, mots étrangers, abréviations, sigles ou chiffres romains ;
  - sémantiquement, il constitue un énoncé clair, cohérent et autosuffisant qui décrit une situation plausible (ce qui n'est pas le cas, selon Jean-Loup Chiflet, de nombreux autres pangrammes[5] ;
- Des qualités pragmatiques :
  - mnémotechniquement, toutes ces qualités le rendent facile à retenir ;
  - historiquement, il aurait été utilisé par des réparateurs de machines à écrire pour vérifier l'état des claviers[6].

Si l’on néglige de minimes défauts à l’œil (absence de la version minuscule de la lettre p) et à l’oreille (présence d’un hiatus), la somme de ces attributs justifie qu’on l’ait qualifié de « modèle du genre », voire de « chef-d’œuvre du genre ».

## Origine

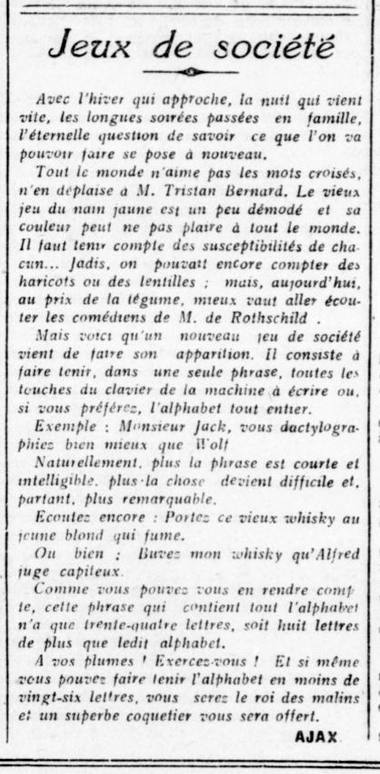
En 1929, le pangramme est encore assez récent pour qu'un journaliste de L'Ère nouvelle se méprenne sur le destinataire du vieux whisky.

Les circonstances précises de la création de cet alexandrin sont obscures, mais on a avancé quelques hypothèses sur son origine.

### Un défi entre poètes?
Voici d’abord un exemple d’explication anecdotique qui n’est étayé par aucune référence :

« On raconte qu’au cours d’un cénacle, il fut décidé entre poètes de composer un alexandrin comprenant les 26 lettres de l’alphabet. Tel poète donna la réponse. La scène se passe dans une réunion de magistrats et le patron du café dit au garçon : Portez ce vieux whisky au juge blond qui fume. Il paraît que les fondeurs de caractères d’imprimerie se servent de cet alexandrin à titre d’essai. »

### Perec n'est pas le père
L’alexandrin du juge blond est souvent prêté, à tort, à Georges Perec (1936-1982). S’il est vrai que cet écrivain oulipien s’est amusé à le détourner (voir sa relecture ci-dessous), il ne s’en est pas attribué la paternité, comme le montre cette citation où il indique plutôt où il l’a probablement puisé : « un exemple au moins [de l'art pangrammatique] est familier à tous ceux qui ont ouvert une méthode de dactylographie — Portez ce vieux whisky au juge blond qui fume. »
En revanche, Perec juge ce pangramme sévèrement, estimant que « 37 lettres [c'est] tout de même trop » et que ce problème est « trivial certes, mais néanmoins préoccupant. » Il propose donc quelques solutions plus économiques :
- Fixez l'abrupt whig qui noya ce moka dès Java (36 lettres).
- Voyez ce bon fakir qui jadis exempta le whig  (36 lettres).
- Zéphyr, mon kiwi beige, est jaloux du coq vif (35 lettres).
- Plombez d'onyx vif ce whig juste quaker (32 lettres).

Il suggère en outre de « réécrire une histoire des partis politiques en Angleterre, telle qu'elle permette une utilisation cohérente de ces 4 propositions. »

### Une gamme pour dactylographes
Ce pangramme est en effet souvent évoqué en référence à l’apprentissage de la dactylographie,,. Les pangrammes jouaient le même rôle pour les dactylographes que les gammes pour les pianistes : un exercice de souplesse et de vélocité des doigts sur le clavier.

La question qui se pose est alors, selon Claude Gagnière : 

« À quel génial professeur de dactylographie sommes-nous redevables de la superbe phrase ci-dessous — un modèle du genre — que toute dactylo connaît par cœur puisqu’elle fait appel à chacune des touches du clavier de la machine à écrire ? »

À défaut de certitudes, un recoupement d’indices permet à l'écrivain et lexicographe canadien Jean Fontaine, spécialiste du pangramme, de supposer, dans un premier temps, que sa création se situerait quelque part entre 1910 et 1924, et que l’auteur en serait peut-être le champion dactylographe Charles Triouleyre,,. Dans un second temps, Jean Fontaine estime, que la plus ancienne attestation connue du pangramme se trouve dans un article intitulé « Causerie dactylographique », signé par « Charles Triouleyre, champion des dactylographes français » et publié dans le numéro de novembre 1921 du mensuel L’Employé, « organe mensuel du Syndicat des employés du commerce et de l’industrie et de la Fédération française des syndicats d’employés catholiques ». Dans cet article, Triouleyre, fort de l’autorité conférée par le titre de champion national remporté quelques mois auparavant, prodigue à ses lecteurs des conseils pour se perfectionner à la machine à écrire, en particulier pour améliorer sa vitesse. Comparant sa méthode d’entraînement à celle d’un pianiste qui fait quotidiennement ses gammes pour se délier les doigts, il propose plusieurs phrases-gammes à répéter :

« Vous choisissez quelques phrases que vous répétez chacune pendant une minute en notant les résultats obtenus soit en nombre de mots, soit en nombre de frappes.
Je donne ci-après quelques exemples de ces phrases :

a) Phrase contenant toutes les lettres de l’alphabet :

Portez ce vieux whisky au juge blond qui fume. »

Le pangramme figure ensuite en association avec le nom de Triouleyre dans un ouvrage publié en 1924, le Manuel d’organisation du bureau, d’Albert Navarre (1874-1955). Dans une section du livre intitulée « Méthode de Travail pour les Dactylographes », Navarre écrit :

« Ce manuel ne saurait remplacer une méthode de doigté. Il en existe d’excellentes ainsi que des méthodes d’entraînement pour l’apprentissage normal de la dactylographie. Nous croyons utile cependant de reproduire ici les conseils donnés aux futurs opérateurs par un des meilleurs champions dactylographes de France (Ch. Triouleyre).

« Si vous voulez faire un bon entraînement, dit-il, choisissez quelques phrases que vous répétez chacune pendant une minute en notant les résultats obtenus soit en nombre de mots, soit en nombre de frappes, en efforçant chaque jour d’augmenter le nombre de mots ou de frappes.
Phrases. — Voici quelques exemples de ces phrases :
a) Phrase contenant toutes les lettres de l’alphabet : Portez ce vieux whisky au juge blond qui fume. »

Le contexte permet de déduire que, dans ce passage, c’est Triouleyre qui donne le pangramme en exemple, mais on ne peut pas conclure s’il en est lui-même l’auteur ou s’il l’a puisé ailleurs.
Quelques années plus tôt, le même Albert Navarre, une « figure majeure de la sténographie et de la dactylographie française » qui a écrit des « classiques » sur ces sujets, semble ignorer le pangramme du juge blond. En effet, dans les éditions 1910 et 1918 d’un autre de ses ouvrages, le Traité pratique de sténographie et de dactylographie, à la section intitulée « Phrases d’entraînement », Navarre énumère une sélection de pangrammes, d’où est absent celui du juge blond, mais où figure le suivant, « [primé] dans un concours qu’ouvrit à cet effet le Sténographe illustré » : « Peux-tu m’envoyer du whisky que j’ai bu chez le forgeron ». À côté de ces phrases difficiles, ajoute Navarre, « on peut en choisir d’autres plus simples, plus usuelles, qui permettent d’obtenir une grande vitesse, par exemple : Le jour n’est pas plus pur que le fond de mon cœur. »
Le Sténographe illustré dont parle Navarre dans cet extrait est un périodique bimensuel qu’il avait fondé en 1900. Quant à la dernière phrase qu’il donne en exemple, ce n’est pas un pangramme, mais un célèbre alexandrin de Racine composé de mots monosyllabiques. De telles phrases d’entraînement composées de petits mots avaient pour but la « pratique régulière et rapide de la barre d’espacement. »
Dans cette citation de 1910, Navarre donne donc un petit florilège de pangrammes, dont un où figure le mot « whisky » ainsi qu’un alexandrin, mais la phrase du juge blond, qui réunit ces caractéristiques (pangramme + whisky + alexandrin), brille par son absence. Si ce pangramme avait été de notoriété publique à cette époque, Navarre n’aurait probablement pas raté l’occasion de le donner en exemple, car il ne manquera pas de le faire quand il publiera en 1936 une « nouvelle édition revue et augmentée » du même Traité. En effet, dans cette nouvelle édition, bien que le passage cité ci-dessus soit reproduit à l’identique, on trouve, une douzaine de pages plus loin, une section inédite, aussi intitulée « Phrases d’entraînement », qui débute ainsi :

« Lorsque l’apprenti dactylographe aura fait les exercices méthodiques qui se trouvent dans ce Traité pratique, nous lui conseillons de s’entraîner notamment avec quelques phrases comme les suivantes, que les champions ont utilisées, pour perfectionner leur doigté et acquérir la souplesse et la dextérité nécessaires à la rapidité dactylographique.
Portez ce vieux whisky au juge blond qui fume.
Cette phrase contient toutes les lettres de l’alphabet. »

Le passage se poursuit avec d’autres phrases que Navarre avait mentionnées dans son Manuel de 1924.
Pour revenir à l’année 1910, à cette époque, Navarre, qui dirigeait l’Institut sténographique de France, connaissait déjà Charles Triouleyre au moins de nom, car la mention « Charles Triouleyre (Reims) » figure dans une liste de membres de l’Institut publiée dans l’édition 1909 d’un autre ouvrage de Navarre, l’Histoire générale de la sténographie et de l’écriture à travers les âges. La même année 1909, Triouleyre avait aussi été champion dactylographe de l’Union des sociétés de sténographie et de dactylographie. Ce n’était donc pas un inconnu dans le milieu à cette époque, et s’il avait déjà créé le pangramme que Navarre associera à son nom en 1924, ce dernier l’aurait probablement su et mentionné dans la liste de pangrammes de son Traité de 1910. Donc si Triouleyre est l’auteur de l’alexandrin, celui-ci n’est probablement pas antérieur à la rédaction de ce traité.
Il n’est pas clair d’où Navarre tire les propos qu’il attribue en 1924 à Triouleyre, car on ne connaît pas de publication de ce dernier remontant à cette époque. C’est au milieu du XXe siècle que Triouleyre publiera sa propre Méthode pour l’acquisition et l’amélioration de la vitesse et de la régularité dactylographiques, qui sera rééditée au moins huit fois de 1950 à 1974. Dans cet ouvrage, le pangramme du juge figure dans les premiers paragraphes de la première leçon. Voici un extrait de l’édition 1968 :

« Remarquez qu’il n’y a pas de majuscule au début des phrases et que chacune d’elles est suivie d’une virgule […] Répétez ensuite dix fois au moins la phrase ci-après contenant toutes les lettres de l’alphabet : portez ce vieux whisky au juge blond qui fume, puis chronométrez cinq fois (une minute chacune) cette phrase, en faisant un double interligne après chaque répétition et avec arrêt de 30 secondes entre chacune de celles-ci. Notez le meilleur résultat obtenu en frappes (47 par ligne) en considérant comme nul tout exercice contenant plus de deux erreurs,. »

La page titre du même ouvrage énumère divers titres et distinctions collectionnés par l’auteur, ce qui, en l’absence de dates connues de naissance et de mort, permet de situer Triouleyre chronologiquement :
- 1909-1931 : divers titres de champion dactylographe ;
- 1928-1964 : champion européen de régularité ;
- 1924-1967 : président de l’Association professionnelle des dactylographes français ;
- 1937-1967 : membre ou président du jury de divers championnats nationaux et internationaux.

### Le juge, fils du forgeron?
Le pangramme du juge blond présente certains traits de ressemblance avec le premier pangramme cité par Navarre dans la petite liste donnée dans son Traité de 1910 : Peux-tu m’envoyer du whisky que j’ai bu chez le forgeron. Ils ont en commun la présence du mot « whisky » et d’un nom de métier, et prennent tous les deux la forme d’une demande adressée à la deuxième personne.
Selon Jean Fontaine, comme le pangramme du forgeron est probablement antérieur, il a peut-être servi d’inspiration à celui du juge, qui en serait alors une version plus aboutie (plus court, hétéroconsonantique, alexandrin, etc.). Le juge blond et bon vivant serait possiblement un descendant sophistiqué du fruste forgeron. Il laissera à son tour une certaine postérité.

## Postérité
Les qualités formelles du pangramme du juge blond lui ont valu la faveur des gens de « lettres » : dactylographes, typographes et amateurs de jeux littéraires.

### Un air de famille
En 1937, dans un court article, le journal La Voix du combattant et de la jeunesse évoque un concours de pangrammes qu’avait lancé « une revue » une vingtaine d’années plus tôt ; il s’agit peut-être du concours du Sténographe illustré mentionné par Navarre en 1910, car l’article mentionne le pangramme du forgeron parmi les réponses envoyées à l’époque. La Voix lance un appel similaire à ses lecteurs. L’un d’entre eux envoie deux suggestions, dont celle-ci :
« Vieux juge, emportez donc le whisky fabriqué. »
Ce pangramme, qui est aussi un alexandrin de 37 lettres (mais n’est pas hétéroconsonantique), présente un air de famille avec celui du juge blond, dont il est sans doute inspiré. Mais le juge, vieilli, a perdu sa blondeur.

### Chez Mickey
La première publication du pangramme du juge blond est parfois attribuée au Journal de Mickey. Dès 1955, le pangramme du juge blond fait une incursion dans l’édition belge de ce périodique. Il est attribué à Iga Biva, extraterrestre réputé être « supérieurement intelligent », et l’on mentionne explicitement son caractère d’alexandrin hétéroconsonantique (ce que ne font d’ailleurs pas Navarre et Triouleyre dans leurs ouvrages).

### Extensions typographiques
En plus de son utilisation par les dactylographes qui l’utilisaient comme phrase-gamme d’entraînement du doigté, il servait aussi à tester rapidement le bon état du clavier des machines à écrire, voire des téléscripteurs. Quant aux typographes et leurs héritiers infographistes, ils utilisent les pangrammes pour tester et illustrer les polices de caractères. La phrase du juge blond joue parfois ce rôle d’échantillon et se trouverait dans l'EPROM de quelques imprimantes. Elle comporte cependant l’inconvénient de ne pas illustrer l’ensemble de la casse minuscule, car la lettre p n’y figure que sous sa forme majuscule. On y remédie parfois (deux fois plutôt qu’une) en lui adjoignant cette petite rallonge :
« Portez ce vieux whisky au juge blond qui fume la pipe. »
Dans les années 1990-2000, les versions françaises de Microsoft Windows illustraient les polices de caractères avec une variante plus longue :
« Servez à ce monsieur, le vieux petit juge blond assis au fond, une bière hollandaise et des kiwis, parce qu’il y tient. »
De ce point de vue, le grand dépouillement typographique du pangramme original peut être vu comme un défaut. On a créé des variantes servant à illustrer un jeu de caractères étendu, intégrant les lettres accentuées et les ligatures. L'éditeur Édition sous étiquette utilise le suivant : 
« Portez ce vieux whisky au juge blond qui fume sur son île intérieure, à côté de l’alcôve ovoïde, où les bûches se consument dans l’âtre, ce qui lui permet de penser à la cænogenèse de l’être dont il est question dans la cause ambiguë entendue à Moÿ, dans un capharnaüm qui, pense-t-il, diminue çà et là la qualité de son œuvre. »

### Minimalisme
Il existe un défi littéraire inverse : réécrire le célèbre pangramme sous une forme plus concise que l’original, ce qui ne se fait pas sans sacrifier certaines de ses qualités. En supposant que la conservation des trois mots « whisky », « juge » et « blond » soit un critère lexical de parenté suffisant, voici un exemple hétéroconsonantique de 33 lettres (et 11 syllabes) :
« Vif juge, trempez ce blond whisky aqueux. »

L'Atlas de littérature potentielle donne un pangramme de 29 lettres, ne conservant que le « juge » et le « whisky »,  comme « le plus court […] formant sens (?) » en français : 

« Whisky vert : jugez cinq fox d'aplomb. »

 Contestant le point d'interrogation, son auteur, Georges Perec, en explique le sens dans une conférence prononcée à Copenhague l'année même de la publication de l'Atlas : 

« J'en ai fait un plus court […] L'histoire est la suivante […] On sait que le whisky, quand il est trop jeune, rend malade, donc il y a une méthode pour juger si le whisky est bon à être bu ou pas : on fait boire du whisky et on demande à celui qui vient de le boire de dire si les cinq petits chiens qui sont assis là-bas sont droits ou sont... [Geste]. S'ils penchent, c'est que le whisky est trop jeune, et s'ils ne penchent pas, c'est qu'on peut le boire. »

### Pangramme
En 1969, Georges Perec, dans La Disparition, célèbre roman et lipogramme où il s’interdit d’utiliser la lettre e, modifie substantiellement le pangramme du juge blond pour respecter la double contrainte du « pangramme défectif »,, à savoir l'interdiction du e et l'emploi de toutes les autres lettres de l'alphabet : 

« Portons dix bons whiskys à l’avocat goujat qui fumait au zoo. »

 Le pangramme de l'avocat goujat apparaît dans un post-scriptum du journal d'Anton Voyl ; il contribue à l'avancement de la narration en conduisant Amaury Conson à chercher Hassan Ibn Abou dans un zoo. Pour élucider la disparition de Voyl, il est toutefois nécessaire  de ne pas se limiter au sens littéral de la phrase mais de prêter attention à sa forme linguistique, mais de comprendre que « ce n’est qu’au niveau du signifiant, en s’apercevant qu’il s’agit d’un pangramme, que la phrase obtient un sens ». Il est donc souhaitable que ce lipogramme soit reconnu en tant que pangramme par le lecteur, un problème que rencontrent les traducteurs de la phrase qui, s'ils conservent le caractère  pangrammatique, voire lipogrammatique, de  la phrase, renoncent pour la plupart à l’idée de la remplacer par un pangramme plus connu dans la langue cible.
| Titre                | Traducteur            | Langue | Traduction | Pangramme de référence                                                                             |
| -------------------- | --------------------- | ------ | --- | -------------------------------------------------------------------------------------------------- |
| Vanish’d             | John Lee              | (en)   | Quick! X hot tots of brand whisky for an unjovial solicitor smoking at Paris zoo! (viz. a quick brown fox jumps at this lazy dog, as any typist will know, but such a translation would play havoc with our story, wouldn't it?) (p. 37). | A quick brown fox jumps over the lazy dog.                                                         |
| Anton Voyls Fortgang | Eugen Helmlé          | (de)   | Bringt Advokat H., wo im Zoo ständig raucht, acht Whisky von 1a Qualität (p. 61). | Franz jagt im komplett verwahrlosten Taxi quer durch Bayern.                                       |
| A Void               | Gilbert Adair         | (en)   | I ask all 10 of you, with a glass of whisky in your hand –and not just any whisky but a top-notch brand –to drink to that solicitor who is so boorish as to light up his cigar in a zoo(p. 39).                                           | A quick brown fox jumps over the lazy dog.                                                         |
| La scomparsa         | Piero Falchetta       | (it)   | Ho xilografato l’avvocato jazzista, quando fuma allo zoo: gli portano 10 buon whisky (p. 45). | Quel vituperabile xenofobo zelante assaggia il whisky ed esclama: alleluja!                        |
|                      | Ian Monk              | (en)   | Quick! pour six whisky drams for an unjovial solicitor bringing cigars to a zoo,. | A quick brown fox jumps over the lazy dog.                                                         |
| El secuestro         | Marisol Arbués et al. | (es)   | Llevemos urgentemente los diez buenos whiskys pequeños, pedidos por el fullero jurisperito que consume un exótico puro en el zoo (p. 54).                                                                                                 | Benjamín pidió una bebida de kiwi y fresa. Noé, sin vergüenza, la más exquisita champaña del menú. |

Dans L'Isle lettrée, la traduction française d'une « fable épistolaire progressivement lipogrammatique » publiée en 2001 en anglais sous le titre Ella Minnow Pea (en) par Mark Dunn (en), le lecteur découvre que le pangramme du juge a été inventé en 1904 par Nevin Nollop, sur l'île du même nom située au large de la Caroline du Sud. Le livre raconte la dégradation progressive du mémorial de Nollop par chute des tuiles sur lesquelles sont gravées les lettres composant le pangramme du juge, et l'interdiction consécutive par le gouvernement de l'île de l'emploi des lettres correspondantes,. Le pangramme anglais de la version originale, The quick brown fox jumps over the lazy dog, est rendu par la traductrice, Marie-Claude Plourde, par le pangramme du juge. Plourde modifie l'ordre de disparition des lettres pour tenir compte des contraintes linguistiques du français, mais garde pour la fin les mêmes l, m, n o et p, qui sont la réduction phonétique du nom de la protagoniste en anglais, Ella Minnow Pea. Elle explique son choix de traduction par le respect de « l'effet de popularité préexistant du pangramme choisi », les vertus intrinsèques de celui-ci et le fait qu'il ait été attribué à Perec. Elle précise douter de cette attribution, eu égard à l'antériorité de la mention dans Le Journal de Mickey (voir ci-dessus). Pour cette raison, elle introduit dans sa traduction un doute sur l'attribution à Nollop du pangramme du juge, au motif que cette information provient d'un périodique pour la jeunesse.

### Le juge croise un brick

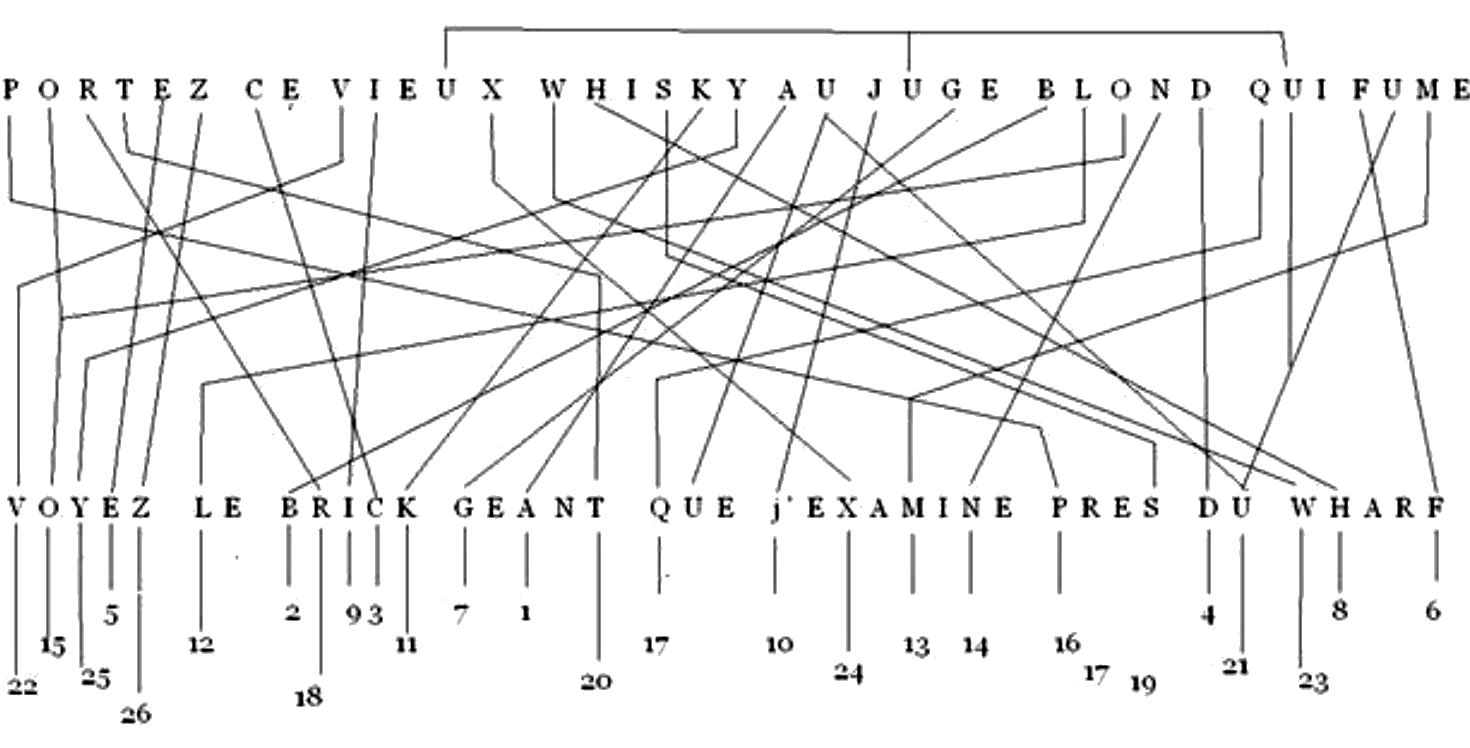
Diagramme réunissant les lettres semblables des deux pangrammes et donnant leur position dans l'alphabet.

Éric Angelini a cherché à croiser le pangramme du juge avec un autre pangramme notoire, « Voyez le brick géant que j'examine près du wharf », au prix de quelques menues imperfections :
|   |   |   |   |   |   | V |   |   |   |   |   |   |   |
|   |   |   |   |   |   | I |   |   |   |   | V |   |   |
|   |   | P | O | R | T | E | Z |   | B | L | O | N | D |
|   |   | R |   |   |   | U |   |   | R |   | Y |   | U |
| Q | U | E |   |   | E | X | A | M | I | N | E |   |   |
| U |   | S |   |   |   |   |   |   | C |   | Z |   |   |
| I |   |   | J |   | W | H | I | S | K | Y |   |   |   |
|   |   | A | U |   | H |   |   |   |   |   |   |   |   |
|   |   |   | G | E | A | N | T |   |   |   |   |   |   |
|   |   | L | E |   | R |   |   | C |   |   |   |   |   |
|   |   |   |   |   | F | U | M | E |   |   |   |   |   |

- Premier pangramme : Portez ce vieux whisky au juge blond qui fume
- Second pangramme : Voyez le brick géant que j'examine près du wharf
- Lettres communes aux deux pangrammes

### Décomposition
En 1978, l’écrivain québécois Yvon Boucher, dans Petite Rhétorique de nuit, se livre sur deux pages à une déconstruction progressive du pangramme en respectant le cahier des charges qu’il s’est fixé :
« Argument : soit une phrase pangrammatique contenant toutes les lettres de l’alphabet : Portez ce vieux whisky au juge blond qui fume. Retrancher celles-ci en ordre décroissant tout en conservant un sens minimal à ladite phrase jusqu’à ce que celle-là devienne parfaitement insignifiante. »

### Le procès du juge
Outre les déconstructions formelles, ce pangramme a fait l’objet d’un déboulonnage sociopolitique. Une ex-dactylo s’est en effet appliquée à décortiquer en détail les valeurs véhiculées par cette petite phrase de neuf mots. Dans le prologue de son analyse, elle écrit :
« Sauf que moi, porter ce vieux whisky au juge blond qui fume, d’emblée ça m’a gravement rebutée. La secrétaire de surface se craquelait à la simple lecture de la phrase diabolique, et comme dans la série « V », sous ma peau de jeune brunette appliquée, le vieux lézard anar pointait son museau camus. »

### Fumeur et air du temps
Une autre ancienne apprentie dactylo trouve ce pangramme suranné et lui impute rien de moins que la mort d’un art : 
« Or, tant à cause de l’alcool que du tabac, cette phrase n’est plus politiquement correcte. C’est sans doute la raison de l’abandon de la dactylographie. Sinon, quoi d’autre ? »